# Малая Полонка (Дятловский район)
Ма́лая Поло́нка (бел. Малая Палонка) — деревня в Дворецком сельсовете Дятловского района Гродненской области Белоруссии. По переписи населения 2009 года в Малой Полонке проживало 69 человек.

## География
Малая Полонка расположена в 11 км к юго-востоку от Дятлово, 156 км от Гродно, 3 км от железнодорожной станции Новоельня.

## История
В 1878 году Малая Полонка — деревня в Дворецкой волости Слонимского уезда Гродненской губернии (19 дворов, корчма). В 1880 году в Малой Полонке проживало 132 человека.
Согласно переписи населения 1897 года в Малой Полонке насчитывалось 27 домов, проживало 212 человек. В 1905 году — 227 жителей.
В 1921—1939 годах Малая Полонка находилась в составе межвоенной Польской Республики. В сентябре 1939 года Малая Полонка вошла в состав БССР.
В 1996 году Малая Полонка входила в состав колхоза имени К. Заслонова. В деревне насчитывалось 54 хозяйства, проживало 123 человека.